# Nottingham Challenger
Il Nottingham Challenger è stato un torneo professionistico di tennis giocato su campi in erba. Faceva parte dell'ATP Challenger Series. Si giocava annualmente a Nottingham nel Regno Unito dal 2002 al 2007.

## Albo d'oro

### Singolare
| Anno      | Campione           | Finalista            | Punteggio        |
| --------- | ------------------ | -------------------- | ---------------- |
| 2007      | Alun Jones         | Aisam-ul-Haq Qureshi | 6–3, 4–6, 6–4    |
| 2006 (II) | Antony Dupuis      | Iván Navarro         | 6–4, 7–5         |
| 2006 (I)  | Alexander Waske    | Kristian Pless       | 6–4, 6–3         |
| 2005 (2)  | Alex Bogdanović    | Mark Hilton          | 6–3, 7–5         |
| 2005      | Robin Vik          | Jonathan Marray      | 6–3, 6–2         |
| 2004      | Jo-Wilfried Tsonga | Alex Bogdanović      | 6–3, 6–4         |
| 2003      | Joachim Johansson  | John van Lottum      | 6–4, 6(4)–7, 6–2 |
| 2002      | Gilles Elseneer    | Arvind Parmar        | 7–5, 6–2         |

### Doppio
| Anno      | Campioni                           | Finalisti                                | Punteggio        |
| --------- | ---------------------------------- | ---------------------------------------- | ---------------- |
| 2007      | Rohan Bopanna Aisam-ul-Haq Qureshi | Mustafa Ghouse Josh Goodall              | 6–3, 7–6(5)      |
| 2006 (II) | Martin Lee Jonathan Marray (2)     | Josh Goodall Ross Hutchins               | 3–6, 6–3, [10–3] |
| 2006 (I)  | Filip Prpic Nicolas Tourte         | Jamie Delgado Jamie Murray               | 6–4, 4–6, [10–7] |
| 2005 (2)  | Josh Goodall Martin Lee            | Jean-Michel Péquery Aisam-ul-Haq Qureshi | 6–4, 7–6(0)      |
| 2005      | Mark Hilton Jonathan Marray (1)    | Mustafa Ghouse Harsh Mankad              | 6–4, 3–6, 6–3    |
| 2004      | Nathan Healey Tuomas Ketola        | Stéphane Bohli Jean-Claude Scherrer      | 0–6, 6–4, 6–2    |
| 2003      | Amir Hadad Harel Levy              | Scott Humphries Mark Merklein            | 6–4, 6(3)–7, 6–3 |
| 2002      | Ashley Fisher Stephen Huss         | Scott Humphries Mark Merklein            | 6–3, 7–6(5)      |